# Cultureel kapitaal
Cultureel kapitaal is het geheel van kennis, cognitieve vaardigheden en opleiding van een persoon waarmee sociale privileges verworven of behouden kunnen worden. Daarmee is het van invloed op de sociale mobiliteit.:15 Het bezitten van cultureel kapitaal wordt namelijk gezien als een mogelijkheid tot het genereren van rijkdom; wie zich weet te gedragen op de juiste manier heeft meer kans om sociale status of macht te verwerven.:20

## Pierre Bourdieu
Pierre Bourdieu bestudeerde cultureel kapitaal met name in academische kringen. In zijn essay The forms of capital (1985) stelde hij dat het toe-eigenen van de taal en manieren die werden gebruikt in deze kringen een positief effect hadden op iemands resultaten.:46 Dit valt te verklaren door Bourdieus eigen academische verleden. De socioloog groeide op in een klein dorpje in de Pyreneeën. Door zijn uitzonderlijk talent kon hij naar school in Parijs waar hij door zijn sociale achtergrond erg uit de toon viel. Het is daarom logisch te verklaren dat Bourdieu zijn latere werk richtte op de academische wereld.

## Typen kapitaal
Cultureel kapitaal is een onderdeel van een bredere theorie van Bourdieu. Naast cultureel kapitaal benoemde hij nog economisch kapitaal en sociaal kapitaal.:16-17
- Economisch kapitaal is geld of direct inwisselbaar tot geld en bestaat ook in geïnstitutionaliseerde vorm zoals eigendomsrechten.
- Sociaal kapitaal is iemands netwerk en kan geïnstitutionaliseerd zijn in de vorm van een titel.

Twee factoren die van belang zijn voor de verschillende typen kapitaal zijn: erfelijkheid en omzetbaarheid. Ofwel, is het kapitaal over te dragen en kan een soort kapitaal overgezet worden in een ander?:16

## Typen cultureel kapitaal
Er zijn drie vormen van cultureel kapitaal die Bourdieu onderscheidt:
- Belichaamd cultureel kapitaal is het geheel van kennis of vaardigheden die door iemands omgeving worden aangeleerd. Belichaamd cultureel kapitaal kost tijd om te verwerven en is niet erfelijk. De verdiensten zijn toe te rekenen tot het individu.
- Objectief cultureel kapitaal is symbolisch of materialistisch. Het is cultureel kapitaal belichaamd in materiële objecten. Deze kunnen op zich van waarde zijn, omdat ze omgezet kunnen worden in economisch kapitaal, maar ook symbolisch; een object kan aantonen dat iemand ergens bijhoort.
- Geïnstitutionaliseerd kapitaal zijn de titels of certificaten die iemand verworven heeft. Dit heeft invloed op iemands sociale status. Ook zorgt het ervoor dat we mensen kunnen categoriseren en vergelijken.

Deze driedeling is geïnspireerd door de theorie van Weber. Later heeft Bourdieu hier nog andere vormen van kapitaal aan toegevoegd, met name symbolisch en linguïstisch kapitaal

## Habitus en omgeving
Habitus is de gesocialiseerde toe-eigening van kennis en gebruiken in een bepaalde omgeving. Het is puur sociaal geconstrueerd en behoort tot iemands identiteit. Het zorgt ervoor dat iemand het gevoel heeft ergens bij te horen of er net buiten valt. Volgens Bourdieu is iemands familie de eerste factor in het vormen van iemands habitus. Dit wordt voortgezet door de school waar diegene op zit en iemands omgeving.:18
Bourdieu stelt dat habitus een grote rol speelt in de sociale structuur; mensen worden gevormd door habitus en het zorgt dat ze passen op een bepaalde positie. Ze verkrijgen een positie in een bepaalde baan omdat ze daar natuurlijk tussen passen. Ze spreken dezelfde taal, dragen dezelfde kleren en hebben de juiste manieren. Dit zorgt ervoor dat een sociale hiërarchie intact blijft met de tijd; het is moeilijk om in deze kringen te komen als je de gebruiken niet kent. De kinderen van deze mensen worden weer op dezelfde manier opgevoed wat ervoor zorgt dat deze structuur hetzelfde blijft.
De omgeving kan begrepen worden als een aantal sociale interacties die bij elkaar horen. Het zijn de regels en gebruiken die iemand moet kennen om status of macht te verwerven. In deze omgeving worden namelijk bepaalde dingen wel en andere dingen niet gewaardeerd. Dit verschilt per omgeving. Wat wordt gezien als een goede vaardigheid op een plek kan nutteloos zijn op een andere plek. Om status te verkrijgen moet iemand dus kennis hebben van de omgeving waarin diegene zich begeeft.:96

## Sociale reproductie
Een belangrijk effect van kapitaal is dat het een sociale hiërarchie in stand houdt. Economisch kapitaal is erfelijk en biedt veel mogelijkheden. Zo hebben mensen met veel geld betere mogelijkheden in het scholen van hun kind. Ook kan economisch kapitaal gebruikt worden om iemands sociaal kapitaal te vergroten; rijkere mensen hebben meer kans op machtige vrienden dan anderen. Ook werkt het in tegengestelde richting; sociaal kapitaal kan ingezet worden om een goede baan te vinden waar veel economisch kapitaal te behalen valt. Ten slotte is cultureel kapitaal een vereiste om je te begeven in bepaalde kringen. Dit kan toegang geven tot invloedrijke mensen waarmee iemands sociaal kapitaal vergroot wordt. Personen in de maatschappij die weinig sociaal of economisch kapitaal bezitten, hebben hierdoor minder kansen om te stijgen op de sociale ladder. Hierdoor blijven sociale verhoudingen in stand. 